# Seznam vítězek ženské čtyřhry na French Open
Seznam vítězek ženské čtyřhry na French Open uvádí přehled šampionek ženské deblové soutěže French Open, turnaje známého také pod názvem Roland Garros, oficiálně francouzsky Les Internationaux de France de Roland Garros.
French Open je tenisový Grand Slam založený v roce 1891, jenž se každoročně hraje na přelomu května a června. Premiérový ročník ženské čtyřhry se uskutečnil v roce 1907. Ženský debl tak byl na program zařazen jako poslední z pěti soutěží dospělých. Do roku 1925 bylo mistrovství zpřístupněno pouze tenistům registrovaným ve francouzských klubech. Chronologicky představuje druhý major sezóny zařazený mezi Australian Open a Wimbledon. Od roku 1928 probíhá na otevřených antukových dvorcích areálu Stade Roland-Garros v Paříži. V roce 1968 se jako první z grandslamů otevřel profesionálům.
Do soutěže nastupuje šedesát čtyři párů se šestnácti nasazenými. Od roku 1973 se hraje sedmibodový tiebreak, s výjimkou rozhodující sady do roku 2021. V ročníku 2022 byla zkrácená hra zavedena i do rozhodujícího setu za stavu her 6–6 jako 10bodový supertiebreak.

## Historie
French Open organizované Francouzskou tenisovou federací je druhým ze čtyř Grand Slamů sezóny. Probíhá na přelomu května a června. Turnaj byl založen v roce 1891. Ženská čtyřhřa se začala hrát v roce 1907 ve formátu utkání na dva vítězné sety. Před rokem 1925 na turnaji mohli startovat pouze tenisté registrovaní ve francouzských klubech. V tomto období získal rekordní počet čtyř titulů francouzský pár Jeanne Mattheyová a Daisy Speranzová a poté i jejich krajanka Suzanne Lenglenová, a to vždy bez přerušení. Lenglenová přidala další dvě trofeje v letech 1925 a 1926.
Mezi lety 1915–1919 se šampionát nekonal v důsledku první světové války. V období 1941–1945 probíhal ve vichistickém režimu Tournoi de France uzavřený pro členy francouzských klubů v okupované části země. Jeho výsledky nebyly francouzským svazem započítány do oficiálních statistik ani do historie grandslamu. Do počátku otevřené éry v roce 1968 se turnaj konal pod názvem French Championships. V tomto období, po zpřístupnění hráčkám mimo francouzské kluby v roce 1925, nejvyšší počet šesti trofejí během 30. let vyhrála Francouzka Simonne Mathieuová. V rámci otevřené éry pak rekordní zápis sedmi titulů vytvořila Američanka československého původu Martina Navrátilová a nejvyšší počet pěti párových trofejí si odvezly Američanka Gigi Fernándezová s Běloruskou Natašou Zverevovou. Jako nejstarší čtyřhru ovládla Američanka Elizabeth Ryanová, která si čtvrtý titul připsala v roce 1934 ve věku 42 let a 88 dnů. Stala se tak vůbec nejstarším šampionem Roland Garros bez rozdílu soutěže.
Vítězky získávají od roku 1990 stříbrný pohár „Coupe Simone Mathieu“, pojmenovaný na počest šestinásobné šampionky a členky Hnutí odporu Simone Mathieuové. V roce 2019 získal její jméno i třetí největší kurt areálu Stade Roland-Garros.

## Přehled finále

### French Championships
| Rok                                                      | vítězky                                                   | poražené finalistky                                      | výsledek                                                 |
| Championnat de France amateurs international (1907–1924) | Championnat de France amateurs international (1907–1924)  | Championnat de France amateurs international (1907–1924) | Championnat de France amateurs international (1907–1924) |
| -------------------------------------------------------- | --------------------------------------------------------- | -------------------------------------------------------- | -------------------------------------------------------- |
| 1907                                                     | Adine Massonová Yvonne de Pfeffelová                      |                                                          |                                                          |
| 1908                                                     | Kate Fenwicková Cecile Mattheyová                         |                                                          |                                                          |
| 1909                                                     | Jeanne Mattheyová Daisy Speranzová                        |                                                          |                                                          |
| 1910                                                     | Jeanne Mattheyová Daisy Speranzová                        |                                                          |                                                          |
| 1911                                                     | Jeanne Mattheyová Daisy Speranzová                        |                                                          |                                                          |
| 1912                                                     | Jeanne Mattheyová Daisy Speranzová                        |                                                          |                                                          |
| 1913                                                     | Blanche Amblardová Suzanne Amblardová                     |                                                          |                                                          |
| 1914                                                     | Blanche Amblardová Suzanne Amblardová                     | Germaine Goldingová Suzanne Lenglenová                   | 6–4, 8–6                                                 |
| 1915                                                     | nehráno                                                   | nehráno                                                  | nehráno                                                  |
| 1916                                                     | nehráno                                                   | nehráno                                                  | nehráno                                                  |
| 1917                                                     | nehráno                                                   | nehráno                                                  | nehráno                                                  |
| 1918                                                     | nehráno                                                   | nehráno                                                  | nehráno                                                  |
| 1919                                                     | nehráno                                                   | nehráno                                                  | nehráno                                                  |
| 1920                                                     | Élisabeth d'Ayenová Suzanne Lenglenová                    | Germaine Goldingová Jeanne Vaussardová                   | 6–1, 6–1                                                 |
| 1921                                                     | Suzanne Lenglenová Geramine Pigueronová                   | Marguerite Billoutová Suzanne Devéová                    | 6–2, 6–1                                                 |
| 1922                                                     | Suzanne Lenglenová Geramine Pigueronová                   | Marie Conquetová Marie Danetová                          | 6–3, 6–1                                                 |
| 1923                                                     | Suzanne Lenglenová Didi Vlastová                          | Hélène Contostavlosová Speranza Wynsová                  | 6–1, 6–0                                                 |
| 1924                                                     | Marguerite Billoutová Yvonne Bourgeoisová                 | Germaine Goldingová Jeanne Vaussardová                   | 6–3, 6–3                                                 |
| Internationaux de France amateurs (1925–1967)            |                                                           |                                                          |                                                          |
| 1925                                                     | Suzanne Lenglenová Didi Vlastová                          | Evelyn Colyerová Kitty McKane Godfreeová                 | 6–1, 9–11, 6–2                                           |
| 1926                                                     | Suzanne Lenglenová Didi Vlastová                          | Evelyn Colyerová Kitty McKane Godfreeová                 | 6–1, 6–1                                                 |
| 1927                                                     | Irene Bowderová Peacocková Bobbie Heineová                | Peggy Saundersová Phoebe Holcroft Watsonová              | 6–2, 6–1                                                 |
| 1928                                                     | Phoebe Holcroft Watsonová Eileen Bennett Whittingstallová | Suzanne Devéová Sylvia Lafaurieová                       | 6–0, 6–2                                                 |
| 1929                                                     | Lilí Álvarezová Kea Boumanová                             | Bobbie Heineová Alida Neaveová                           | 7–5, 6–3                                                 |
| 1930                                                     | Helen Wills Moodyová Elizabeth Ryanová                    | Simone Barbierová Simonne Mathieuová                     | 6–3, 6–1                                                 |
| 1931                                                     | Eileen Bennett Whittingstallová Betty Nuthallová          | Cilly Aussemová Elizabeth Ryanová                        | 9–7, 6–2                                                 |
| 1932                                                     | Helen Wills Moodyová Elizabeth Ryanová                    | Betty Nuthallová Eileen Bennett Whittingstallová         | 6–1, 6–3                                                 |
| 1933                                                     | Simonne Mathieuová Elizabeth Ryanová                      | Sylvie Jung Henrotinová Colette Rosambertová             | 6–1, 6–3                                                 |
| 1934                                                     | Simonne Mathieuová Elizabeth Ryanová                      | Helen Jacobsová Sarah Palfreyová                         | 3–6, 6–4, 6–2                                            |
| 1935                                                     | Margaret Scriven-Vivianová Kay Stammersová                | Ida Adamoffová Hilde Krahwinkel Sperlingová              | 6–4, 6–0                                                 |
| 1936                                                     | Simonne Mathieuová Billie Yorkeová                        | Susan Noelová Jadwiga Jędrzejowská                       | 2–6, 6–4, 6–4                                            |
| 1937                                                     | Simonne Mathieuová Billie Yorkeová                        | Dorothy Andrusová Sylvie Jung Henrotinová                | 3–6, 6–2, 6–2                                            |
| 1938                                                     | Simonne Mathieuová Billie Yorkeová                        | Arlette Halffová Nelly Landryová                         | 6–3, 6–3                                                 |
| 1939                                                     | Simonne Mathieuová Jadwiga Jędrzejowská                   | Alice Florianová Hella Kovaćová                          | 7–5, 7–5                                                 |
| 1940                                                     | nehráno                                                   | nehráno                                                  | nehráno                                                  |
| 1941                                                     | nehráno                                                   | nehráno                                                  | nehráno                                                  |
| 1942                                                     | nehráno                                                   | nehráno                                                  | nehráno                                                  |
| 1943                                                     | nehráno                                                   | nehráno                                                  | nehráno                                                  |
| 1944                                                     | nehráno                                                   | nehráno                                                  | nehráno                                                  |
| 1945                                                     | nehráno                                                   | nehráno                                                  | nehráno                                                  |
| 1946                                                     | Louise Broughová Margaret Osborne duPontová               | Pauline Betzová Doris Hartová                            | 6–4, 0–6, 6–1                                            |
| 1947                                                     | Louise Broughová Margaret Osborne duPontová               | Doris Hartová Patricia Canningová Toddová                | 7–5 6–2                                                  |
| 1948                                                     | Doris Hartová Patricia Canningová Toddová                 | Shirley Fryová Mary Arnold Prentissová                   | 6–4, 6–2                                                 |
| 1949                                                     | Margaret Osborne duPontová Louise Broughová               | Joy Gannonová Betty Hiltonová                            | 7–5, 6–1                                                 |
| 1950                                                     | Doris Hartová Shirley Fryová                              | Louise Broughová Margaret Osborne duPontová              | 1–6, 7–5, 6–2                                            |
| 1951                                                     | Doris Hartová Shirley Fryová                              | Beryl Bartlettová Barbara Scofieldová                    | 10–8, 6–3                                                |
| 1952                                                     | Doris Hartová Shirley Fryová                              | Hazel Redick-Smithová Julia Wipplingerová                | 7–5, 6–1                                                 |
| 1953                                                     | Doris Hartová Shirley Fryová                              | Maureen Connollyová Julia Sampsonová                     | 6–4, 6–3                                                 |
| 1954                                                     | Maureen Connollyová Nell Hallová Hopmanová                | Maud Galtierová Suzanne Schmittová                       | 7–5, 4–6, 6–0                                            |
| 1955                                                     | Beverly Baker Fleitzová Darlene Hardová                   | Shirley Bloomerová Pat Ward Halesová                     | 7–5, 6–8, 13–11                                          |
| 1956                                                     | Angela Buxtonová Althea Gibsonová                         | Darlene Hardová Dorothy Head Knodeová                    | 6–8, 8–6, 6–1                                            |
| 1957                                                     | Shirley Bloomerová Darlene Hardová                        | Yola Ramírezová Rosie Reyesová                           | 7–5, 4–6, 7–5                                            |
| 1958                                                     | Rosie Reyesová Yola Ramírezová                            | Mary Hawtonová Thelma Coyneová Longová                   | 6–4, 7–5                                                 |
| 1959                                                     | Sandra Reynoldsová Renée Schuurmanová                     | Yola Ramírezová Rosie Reyesová                           | 2–6, 6–0, 6–1                                            |
| 1960                                                     | Maria Buenová Darlene Hardová                             | Pat Ward Halesová Ann Jonesová                           | 6–2, 7–5                                                 |
| 1961                                                     | Sandra Reynoldsová Renée Schuurmanová                     | Maria Buenová Darlene Hardová                            | bez boje                                                 |
| 1962                                                     | Sandra Reynoldsová Renée Schuurmanová                     | Justina Bricková Margaret Smithová                       | 6–4, 6–4                                                 |
| 1963                                                     | Ann Haydon-Jonesová Renée Schuurmanová                    | Robyn Ebbernová Margaret Smithová                        | 7–5, 6–4                                                 |
| 1964                                                     | Margaret Smithová Lesley Turnerová                        | Norma Baylonová Helga Schultzeová                        | 6–3, 6–1                                                 |
| 1965                                                     | Margaret Smithová Lesley Turnerová                        | Françoise Dürrová Janine Lieffrigová                     | 6–3, 6–1                                                 |
| 1966                                                     | Margaret Smithová Judy Tegartová Daltonová                | Jill Blackmanová Fay Toyneová                            | 4–6, 6–1, 6–1                                            |
| 1967                                                     | Françoise Dürrová Gail Chanfreauová                       | Annette Van Zylová Pat Walkdenová                        | 6–2, 6–2                                                 |

### French Open
| Rok                                           | vítězky                                              | poražené finalistky                            | výsledek                                      |
| Internationaux de France – Ère Open (od 1968) | Internationaux de France – Ère Open (od 1968)        | Internationaux de France – Ère Open (od 1968)  | Internationaux de France – Ère Open (od 1968) |
| --------------------------------------------- | ---------------------------------------------------- | ---------------------------------------------- | --------------------------------------------- |
| 1968                                          | Françoise Dürrová Ann Haydon-Jonesová                | Rosie Casalsová Billie Jean Kingová            | 7–5, 4–6, 6–4                                 |
| 1969                                          | Françoise Dürrová Ann Haydon-Jonesová                | Nancy Richeyová Margaret Courtová              | 6–0, 4–6, 7–5                                 |
| 1970                                          | Gail Chanfreauová Françoise Dürrová                  | Rosie Casalsová Billie Jean Kingová            | 6–1, 3–6, 6–3                                 |
| 1971                                          | Gail Chanfreauová Françoise Dürrová                  | Helen Gourlayová Kerry Harrisová               | 6–4, 6–1                                      |
| 1972                                          | Billie Jean Kingová Betty Stöveová                   | Winnie Shawová Nell Trumanová                  | 6–1, 6–2                                      |
| 1973                                          | Margaret Courtová Virginia Wadeová                   | Françoise Dürrová Betty Stöveová               | 6–2, 6–3                                      |
| 1974                                          | Chris Evertová Olga Morozovová                       | Gail Chanfreauová Katja Ebbinghausová          | 6–4, 2–6, 6–1                                 |
| 1975                                          | Chris Evertová Martina Navrátilová                   | Julie Anthonyová Olga Morozovová               | 6–3, 6–2                                      |
| 1976                                          | Fiorella Bonicelliová Gail Chanfreauová              | Kathleen Harterová Helga Niessen Masthoffová   | 6–4, 1–6, 6–3                                 |
| 1977                                          | Regina Maršíková Pam Teeguardenová                   | Rayni Foová Helen Gourlayová                   | 5–7, 6–4, 6–2                                 |
| 1978                                          | Mima Jaušovecová Virginia Ruziciová                  | Lesley Turnerová Gail Chanfreauová             | 5–7, 6–4, 8–6                                 |
| 1979                                          | Betty Stöveová Wendy Turnbullová                     | Françoise Dürrová Virginia Wadeová             | 3–6, 7–5, 6–4                                 |
| 1980                                          | Kathy Jordanová Anne Smithová                        | Ivanna Madrugová Adriana Villagránová          | 6–1, 6–0                                      |
| 1981                                          | Rosalyn Fairbank Nidefferová Tanya Harfordová        | Candy Reynoldsová Paula Smithová               | 6–1, 6–3                                      |
| 1982                                          | Martina Navrátilová Anne Smithová                    | Rosie Casalsová Wendy Turnbullová              | 6–3, 6–4                                      |
| 1983                                          | Rosalyn Fairbank Nidefferová Candy Reynoldsová       | Kathy Jordanová Anne Smithová                  | 5–7, 7–5, 6–2                                 |
| 1984                                          | Martina Navrátilová Pam Shriverová                   | Claudia Kohde-Kilschová Hana Mandlíková        | 5–7, 6–3, 6–2                                 |
| 1985                                          | Martina Navrátilová Pam Shriverová                   | Claudia Kohde-Kilschová Helena Suková          | 4–6, 6–2, 6–2                                 |
| 1986                                          | Martina Navrátilová Andrea Temesváriová              | Steffi Grafová Gabriela Sabatini               | 6–1, 6–2                                      |
| 1987                                          | Martina Navrátilová Pam Shriverová                   | Steffi Grafová Gabriela Sabatini               | 6–2, 6–1                                      |
| 1988                                          | Martina Navrátilová Pam Shriverová                   | Claudia Kohde-Kilschová Helena Suková          | 6–2, 7–5                                      |
| 1989                                          | Larisa Neilandová Nataša Zverevová                   | Steffi Grafová Gabriela Sabatini               | 6–4, 6–4                                      |
| 1990                                          | Jana Novotná Helena Suková                           | Larisa Neilandová Nataša Zverevová             | 6–4, 7–5                                      |
| 1991                                          | Gigi Fernándezová Jana Novotná                       | Larisa Neilandová Nataša Zverevová             | 6–4, 6–0                                      |
| 1992                                          | Gigi Fernándezová Nataša Zverevová                   | Conchita Martínezová Arantxa Sánchez Vicariová | 6–3, 6–2                                      |
| 1993                                          | Gigi Fernándezová Nataša Zverevová                   | Larisa Neilandová Jana Novotná                 | 6–3, 7–5                                      |
| 1994                                          | Gigi Fernándezová Nataša Zverevová                   | Lindsay Davenportová Lisa Raymondová           | 6–2, 6–2                                      |
| 1995                                          | Gigi Fernándezová Nataša Zverevová                   | Jana Novotná Arantxa Sánchez Vicariová         | 6–7(6–8), 6–4, 7–5                            |
| 1996                                          | Lindsay Davenportová Mary Joe Fernandezová           | Gigi Fernándezová Nataša Zverevová             | 6–2, 6–1                                      |
| 1997                                          | Gigi Fernándezová Nataša Zverevová                   | Mary Joe Fernandezová Lisa Raymondová          | 6–2, 6–3                                      |
| 1998                                          | Martina Hingisová Jana Novotná                       | Lindsay Davenportová Nataša Zverevová          | 6–1, 7–6(7–4)                                 |
| 1999                                          | Serena Williamsová Venus Williamsová                 | Martina Hingisová Anna Kurnikovová             | 6–3, 6–7(2–7), 8–6                            |
| 2000                                          | Martina Hingisová Mary Pierceová                     | Virginia Ruano Pascualová Paola Suárezová      | 6–2, 6–4                                      |
| 2001                                          | Virginia Ruano Pascualová Paola Suárezová            | Jelena Dokićová Conchita Martínezová           | 6–2, 6–1                                      |
| 2002                                          | Virginia Ruano Pascualová Paola Suárezová            | Lisa Raymondová Rennae Stubbsová               | 6–4, 6–2                                      |
| 2003                                          | Kim Clijstersová Ai Sugijamová                       | Virginia Ruano Pascualová Paola Suárezová      | 6–7(5–7), 6–2, 9–7                            |
| 2004                                          | Virginia Ruano Pascualová Paola Suárezová            | Světlana Kuzněcovová Jelena Lichovcevová       | 6–0, 6–3                                      |
| 2005                                          | Virginia Ruano Pascualová Paola Suárezová            | Cara Blacková Liezel Huberová                  | 4–6, 6–3, 6–3                                 |
| 2006                                          | Lisa Raymondová Samantha Stosurová                   | Daniela Hantuchová Ai Sugijamová               | 6–3, 6–2                                      |
| 2007                                          | Alicia Moliková Mara Santangelová                    | Katarina Srebotniková Ai Sugijamová            | 7–6(7–5), 6–4                                 |
| 2008                                          | Anabel Medina Garriguesová Virginia Ruano Pascualová | Casey Dellacquová Francesca Schiavoneová       | 2–6, 7–5, 6–4                                 |
| 2009                                          | Anabel Medina Garriguesová Virginia Ruano Pascualová | Viktoria Azarenková Jelena Vesninová           | 6–1, 6–1                                      |
| 2010                                          | Serena Williamsová Venus Williamsová                 | Květa Peschkeová Katarina Srebotniková         | 6–2, 6–3                                      |
| 2011                                          | Andrea Hlaváčková Lucie Hradecká                     | Sania Mirzaová Jelena Vesninová                | 6–4, 6–3                                      |
| 2012                                          | Sara Erraniová Roberta Vinciová                      | Maria Kirilenková Naděžda Petrovová            | 4–6, 6–4, 6–2                                 |
| 2013                                          | Jekatěrina Makarovová Jelena Vesninová               | Sara Erraniová Roberta Vinciová                | 7–5, 6–2                                      |
| 2014                                          | Sie Šu-wej Pcheng Šuaj                               | Sara Erraniová Roberta Vinciová                | 6–4, 6–1                                      |
| 2015                                          | Bethanie Mattek-Sandsová Lucie Šafářová              | Casey Dellacquová Jaroslava Švedovová          | 3–6, 6–4, 6–2                                 |
| 2016                                          | Caroline Garciaová Kristina Mladenovicová            | Jekatěrina Makarovová Jelena Vesninová         | 6–3, 2–6, 6–4                                 |
| 2017                                          | Bethanie Mattek-Sandsová Lucie Šafářová              | Ashleigh Bartyová Casey Dellacquová            | 6–2, 6–1                                      |
| 2018                                          | Barbora Krejčíková Kateřina Siniaková                | Eri Hozumiová Makoto Ninomijová                | 6–3, 6–3                                      |
| 2019                                          | Tímea Babosová Kristina Mladenovicová                | Tuan Jing-jing Čeng Saj-saj                    | 6–2, 6–3                                      |
| 2020                                          | Tímea Babosová Kristina Mladenovicová                | Desirae Krawczyková Alexa Guarachiová          | 6–4, 7–5                                      |
| 2021                                          | Barbora Krejčíková Kateřina Siniaková                | Bethanie Mattek-Sandsová Iga Świąteková        | 6–4, 6–2                                      |
| 2022                                          | Caroline Garciaová Kristina Mladenovicová            | Coco Gauffová Jessica Pegulaová                | 2–6, 6–3, 6–2                                 |
| 2023                                          | Sie Šu-wej Wang Sin-jü                               | Leylah Fernandezová Taylor Townsendová         | 1–6, 7–6(7–5), 6–1                            |
| 2024                                          | Coco Gauffová Kateřina Siniaková                     | Sara Erraniová Jasmine Paoliniová              | 7–6(7–5), 6–3                                 |
| 2025                                          | Sara Erraniová Jasmine Paoliniová                    | Anna Danilinová Aleksandra Krunićová           | 6–4, 2–6, 6–1                                 |

## Statistiky

### Vítězky čtyř a více titulů
| Tenistka                        | éra       | éra  | éra     | roky vítězství                           |
| Tenistka                        | amatérská | open | celkově | roky vítězství                           |
| ------------------------------- | --------- | ---- | ------- | ---------------------------------------- |
| / Martina Navrátilová (TCH/USA) | 0         | 7    | 7       | 1975, 1982, 1984, 1985, 1968, 1987, 1988 |
| Suzanne Lenglenová (FRA)        | 6         | 0    | 6       | 1920, 1921, 1922, 1923, 1925, 1926       |
| Simonne Mathieuová (FRA)        | 6         | 0    | 6       | 1933, 1934, 1936, 1937, 1938, 1939       |
| Gigi Fernándezová (USA)         | 0         | 6    | 6       | 1991, 1992, 1993, 1994, 1995, 1997       |
| / Nataša Zverevová (URS/BLR)    | 0         | 6    | 6       | 1989, 1992, 1993, 1994, 1995, 1997       |
| Virginia Ruano Pascualová (ESP) | 0         | 6    | 6       | 2001, 2002, 2004, 2005, 2008, 2009       |
| Doris Hartová (USA)             | 5         | 0    | 5       | 1948, 1950, 1951, 1952, 1953             |
| Françoise Dürrová (FRA)         | 1         | 4    | 5       | 1967, 1968, 1969, 1970, 1971             |
| Daisy Speranzová (FRA)          | 4         | 0    | 4       | 1909, 1910, 1911, 1912                   |
| Jeanne Mattheyová (FRA)         | 4         | 0    | 4       | 1909, 1910, 1911, 1912                   |
| Elizabeth Ryanová (USA)         | 4         | 0    | 4       | 1930, 1932, 1933, 1934                   |
| Shirley Fryová (USA)            | 4         | 0    | 4       | 1950, 1951, 1952, 1953                   |
| Renee Schuurmanová (JAR)        | 4         | 0    | 4       | 1959, 1961, 1962, 1963                   |
| Pam Shriverová (USA)            | 0         | 4    | 4       | 1984, 1985, 1987, 1988                   |
| Gail Chanfreauová (FRA)         | 1         | 3    | 4       | 1967, 1970, 1971, 1976                   |
| Paola Suárezová (ARG)           | 0         | 4    | 4       | 2001, 2002, 2004, 2005                   |
| Kristina Mladenovicová (FRA)    | 0         | 4    | 4       | 2016, 2019, 2020, 2022                   |

### Páry se čtyřmi a více tituly
| Pár                                                   | tituly | roky vítězství               |
| ----------------------------------------------------- | ------ | ---------------------------- |
| Gigi Fernándezová (USA) / Nataša Zverevová (BLR)      | 5      | 1992, 1993, 1994, 1995, 1997 |
| Daisy Speranzová (FRA) Jeanne Mattheyová (FRA)        | 4      | 1909, 1910, 1911, 1912       |
| Doris Hartová (USA) Shirley Fryová (USA)              | 4      | 1950, 1951, 1952, 1953       |
| Martina Navrátilová (USA) Pam Shriverová (USA)        | 4      | 1984, 1985, 1967, 1988       |
| Virginia Ruano Pascualová (ESP) Paola Suárezová (ARG) | 4      | 2001, 2002, 2004, 2005       |

### Vítězky podle státu
| Stát                   | éra       | éra  | éra     | titul | titul    |
| Stát                   | amatérská | open | celkově | první | poslední |
| ---------------------- | --------- | ---- | ------- | ----- | -------- |
| Spojené státy americké | 28        | 33   | 62      | 1930  | 2024     |
| Francie                | 45        | 14   | 59      | 1907  | 2022     |
| Spojené království     | 12        | 3    | 15      | 1928  | 1973     |
| Jižní Afrika           | 9         | 3    | 12      | 1927  | 1983     |
| Austrálie              | 7         | 4    | 11      | 1954  | 2007     |
| Česko                  | 0         | 10   | 10      | 1998  | 2024     |
| Španělsko              | 1         | 8    | 9       | 1929  | 2009     |
| Bělorusko              | 0         | 5    | 5       | 1992  | 1997     |
| Československo         | 0         | 5    | 5       | 1975  | 1991     |
| Itálie                 | 0         | 5    | 5       | 2007  | 2025     |
| Argentina              | 0         | 4    | 4       | 2001  | 2005     |
| Nizozemsko             | 1         | 2    | 3       | 1929  | 1979     |
| Lucembursko            | 3         | 0    | 3       | 1941  | 1943     |
| Sovětský svaz          | 0         | 3    | 3       | 1974  | 1989     |
| Maďarsko               | 0         | 3    | 3       | 1986  | 2020     |
| Čína                   | 0         | 2    | 2       | 2014  | 2023     |
| Mexiko                 | 2         | 0    | 2       | 1958  | 1958     |
| Rusko                  | 0         | 2    | 2       | 2013  | 2013     |
| Švýcarsko              | 0         | 2    | 2       | 1998  | 2000     |
| Čínská Tchaj-pej       | 0         | 2    | 2       | 2014  | 2023     |
| Belgie                 | 0         | 1    | 1       | 2003  | 2003     |
| Brazílie               | 1         | 0    | 1       | 1960  | 1960     |
| Japonsko               | 0         | 1    | 1       | 2003  | 2003     |
| Jugoslávie             | 0         | 1    | 1       | 1978  | 1978     |
| Polsko                 | 1         | 0    | 1       | 1939  | 1939     |
| Rumunsko               | 0         | 1    | 1       | 1978  | 1978     |
| Uruguay                | 0         | 1    | 1       | 1976  | 1976     |